# Magyar betűzési ábécé
A magyar betűzési ábécé a latin ábécé betűinek egyértelmű meghatározására keresztneveket használ. Ez alól kivétel a kvelle betűzőszó, amely a német Quelle (magyarul: forrás) fonetikai párja, valamint az ikszes és ipszilon betűzőszavak. Az ábécé az informatikai és hírközlési miniszter 6/2006 (V.17.) IHM rendeletében is megjelent.
A magyar ábécé ékezetes betűire nincsen kialakult szokás, egyes betűkkkel nem is kezdődnek nevek. A kettős betűket két külön betűként lehet betűzni.

## A magyar betűzési ábécé
| Betű | Betűzőszó      |
| ---- | -------------- |
| A    | Aladár, Antal  |
| B    | Béla           |
| C    | Cecil          |
| D    | Dénes          |
| E    | Elemér         |
| F    | Ferenc         |
| G    | Géza           |
| H    | Helén          |
| I    | Ilona          |
| J    | János          |
| K    | Károly         |
| L    | László         |
| M    | Mátyás, Mihály |

| Betű | Betűzőszó        |
| ---- | ---------------- |
| N    | Nelli            |
| O    | Olga             |
| P    | Péter            |
| Q    | Kvelle           |
| R    | Róbert           |
| S    | Sándor           |
| T    | Tamás            |
| U    | Ubul             |
| V    | Viktor           |
| W    | dupla-Vilmos     |
| X    | ikszes (xilofon) |
| Y    | ipszilon         |
| Z    | Zoltán           |